# Cheech and Chong's Next Movie
Cheech and Chong's Next Movie (conocida en España como Cómo flotas tío) es una película de comedia estadounidense de 1980 dirigida por Tommy Chong y protagonizada por Cheech Marin, Tommy Chong y Evelyn Guerrero.

## Sinopsis
Cheech le pide a Chong que busque a su primo Red que recientemente ha llegado a la ciudad. Chong lo encuentra en un hotel, de donde debe escapar pues no terminó de pagar su cuenta. Tras rescatar una bolsa llena de hierba, Chong y Red se dirigen al centro de la ciudad, donde encuentran todo tipo de personajes y viven una gran cantidad de aventuras, incluso siendo secuestrados por un ovni. 

## Reparto
- Cheech Marin es Cheech/Dwayne 'Red' Mendoza.
- Tommy Chong es Chong.
- Evelyn Guerrero es Donna.
- Paul Reubens es Desk Clerk/Pee-Wee Herman.
- Betty Kennedy es Candy.
- Sy Kramer es el señor Neatnik.
- Rikki Marin es Gloria.
- Edie McClurg es la madre de Gloria.
- Bob McClurg es Chicken Charlie.
- John Paragon es el director.